# Garibā no uchū ryokō
 (novembre 2023).
Si vous disposez d'ouvrages ou d'articles de référence ou si vous connaissez des sites web de qualité traitant du thème abordé ici, merci de compléter l'article en donnant les références utiles à sa vérifiabilité et en les liant à la section « Notes et références ».
Pour plus de détails, voir Fiche technique et Distribution.
Garibā no uchū ryokō (ガリバーの宇宙旅行, littéralement « Les voyages de Gulliver dans l'espace ») est un anime japonais sorti en 1965. Réalisé par Masao Kuroda et Sanae Yamamoto, le jeune Hayao Miyazaki travaille sur ce film.
Il sort aux États-Unis sous le titre Gulliver's Travels Beyond the Moon.

## Synopsis
L'histoire est celle d'un petit garçon, vagabond nommé Ted dans la version japonaise et Ricky dans la version américaine. Après avoir vu un film sur Gulliver il rencontre le professeur Gulliver lui-même, qui est alors un scientifique âgé voulant voyager à travers l'espace. Avec l'assistant de Gulliver, un corbeau nommé Sylvester (version américaine) ou Crow (version japonaise), et les compagnons de Ted (un chien parlant et un jouet en forme de soldat), ils voyagent sur la Voie lactée jusqu'à la planète de l'Espoir bleu, dominé par des robots après une révolte de ceux-ci. Armés de pistolets d'eau et de bombes d'eau, qui font fondre les méchants, Ted et Gulliver redonnent la planète à ses habitants.

## Production
C'est l'une des premières productions du Studio Toei à ne pas se baser sur la mythologie japonaise, mais, comme les précédents films du studio, il suit la formule Disney de film animé musical. En empruntant des éléments des œuvres de Hans Christian Andersen, de Jonathan Swift et de la science-fiction, le studio espérait attirer un public plus large. Toutefois, il s'avère ne pas être plus populaire que les autres films, très asiatiques. Après son échec au marché américain, l'année suivant sa sortie au Japon, c'est le dernier film animé japonais à être sortie aux États-Unis en plus d'une décennie (jusqu'aux Métamorphoses de Sanrio et La Souris et son fils, tous les deux sortis en 1978 en ce pays).

## Équipe de production
Isao Tomita, alors peu connu, contribuera la musique originale de la version japonaise du film. La version américaine utilisera le travail de Milton et Anne DeLugg.
C'est l'un des premiers films sur lequel travaille le jeune Hayao Miyazaki, comme animateur à temps partiel. Sa contribution à la fin du film attire l'attention de Toei.
Le scénario est de Shinichi Sekizawa (en) qui écrit également le premier film Mothra et plusieurs Godzilla.

## Autre
Gulliver's Travels Beyond the Moon est sorti aux États-Unis en DVD chez BCI Eclipse, le 22 février 2005. Le DVD n'est plus disponible.
Dans la version aux États-Unis, la musique a été composée par Milton et Anne DeLugg qui sont aussi connus pour avoir écrit Hooray for Santy Claus dans Le Père Noël contre les Martiens (1964).